# WASP-101
WASP-101 — одиночная звезда в созвездии Большого Пса на расстоянии приблизительно 660 световых лет (около 202 парсек) от Солнца. Видимая звёздная величина звезды — +10,34m. Возраст звезды оценивается как около 900 млн лет.
Вокруг звезды обращается, как минимум, одна планета.

## Характеристики
WASP-101 — жёлто-белая звезда спектрального класса F6V, или F6. Масса — около 1,34 солнечной, радиус — около 1,33 солнечного, светимость — около 2,633 солнечных. Эффективная температура — около 6248 К.

## Планетная система
В 2013 году группой астрономов проекта SuperWASP у звезды обнаружена планета WASP-101 b.